# Малый Жолудск
Малый Жолудск (укр. Малий Жолудськ) — село в Рафаловской поселковой общине Варашского района Ровненской области Украины.
До 2020 года входило во Владимирецкий район.
Население по переписи 2001 года составляло 894 человека. Почтовый индекс — 34364. Телефонный код — 3634. Код КОАТУУ — 5620881502.